# Xu Rui
Xu Rui (chiń. 徐蕊; ur. 6 czerwca 1995) – chińska zapaśniczka walcząca w stylu wolnym. Olimpijka z Rio de Janeiro 2016, gdzie zajęła jedenaste miejsce w kategorii 63 kg.
Jedenasta na igrzyskach azjatyckich w 2018. Brązowa medalistka mistrzostw Azji w 2016. Triumfatorka halowych igrzysk azjatyckich w 2017. Druga w Pucharze Świata w 2017. Trzecia na MŚ juniorów w 2013 roku.